# Gesloten haarmuts
Gesloten haarmuts (Orthotrichum acuminatum) is een soort uit het geslacht haarmuts (Orthotrichum).

## Determinatie
De sporenkapsels zijn eivormig en kort gesteeld. De bladtop is langtoegespitst. Bladen zonder broedlichamen. Huidmondjes oppervlakkig. Endostoomsegmenten zonder basaal membraan. De planten zijn eenhuizig.

## Ecologie
Gesloten haarmuts wordt in opgaande bossen vooral gevonden in vrij jonge aanplant van populier, eik, es, wilg of beuk. Ook is zij een enkele keer verzameld in struweel van grauwe wilg. Daarnaast is de soort aan te treffen op (half)vrijstaande laanbomen zoals van es, eik en iep. Het heeft een zogenaamde hygrocastische sporenverspreiding. Dit betekent dat de kapsels alleen bij vochtig weer openstaan. Deze eigenschap wordt wel gezien als een aanpassing aan een mediterrane klimaat, ‘om geen sporen te verspillen’. Alle andere Nederlandse haarmutssoorten verspreiden hun sporen xerocastisch, bij droog weer.

## Verspreiding
Gesloten haarmuts is een Euraziatische soort. Het is vrij algemeen in landen rondom de Middellandse Zee, zowel in Zuid-Europa als in Noord-Afrika. In Nederland komt het zeldzaam voor. Het staat op de rode lijst in de categorie 'gevoelig'. Gesloten haarmuts is voor het eerst verzameld in 1992 in de Biesbosch.
1. ↑  Determinatiesleutel en veldnotities voor de soorten van het geslacht Orthotrichum Hedw. in Nederland en België